# 细头燕鳐
细头燕鳐（学名：Cypselurus angusticeps），又名細頭飛魚、細頭燕鰩魚、飛烏，为飛魚科燕鰩魚屬下的一个种。作爲一種洄游性魚類，它廣泛分佈于印度洋和太平洋地區，也是一種漁業資源。